# Arctostaphylos klamathensis
Arctostaphylos klamathensis är en ljungväxtart som beskrevs av S.W. Edwards, T. Keeler-wolf och W. Knight. Arctostaphylos klamathensis ingår i släktet mjölonsläktet, och familjen ljungväxter. Inga underarter finns listade i Catalogue of Life.